# Cunetta
La cunetta può essere:
- il canale di scolo delle acque o dei liquidi
- l'avvallamento (concavità) del profilo longitudinale di una strada (nel caso di convessità invece si ha un dosso).

## Canale di scolo o fosso
La cunetta (intesa come canale di scolo) è costruita ai lati delle strade per consentire il deflusso delle acque meteoriche; nelle campagne consente lo scolo delle acque piovane. 
La cunetta può anche essere realizzata nelle stalle per lo scolo delle deiezioni liquide degli animali.
Tra le forme più frequenti vi sono:
- la cunetta a sezione triangolare (o cunetta alla francese);
- la cunetta trapezoidale (a forma di trapezio);
- la cunetta a sezione quadrata.

### Cunetta alla francese

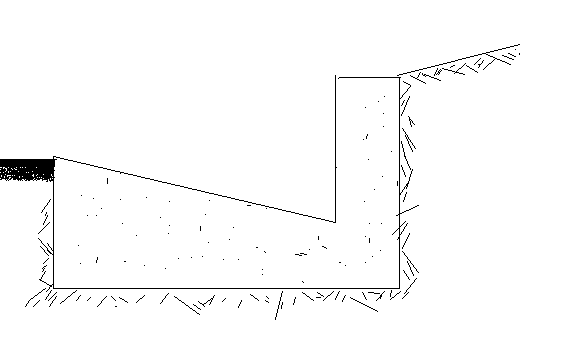
Cunetta alla francese

La cunetta alla francese ha una forma triangolare e consente di poter essere percorsa longitudinalmente dai mezzi che si muovono lungo le strade senza eccessivi pericoli (ad esempio un ciclista può finire dentro la cunetta e non cadere). 
Consente anche una sosta di emergenza di un mezzo di locomozione su di essa o consente di poter essere percorsa a piedi qualora la strada non sia dotata di un marciapiede.
In genere tale cunetta è realizzata in calcestruzzo e spesso è abbinata a un muro più o meno massiccio e più o meno alto. In tal caso l'insieme si chiama zanella.

### Cunetta trapezoidale

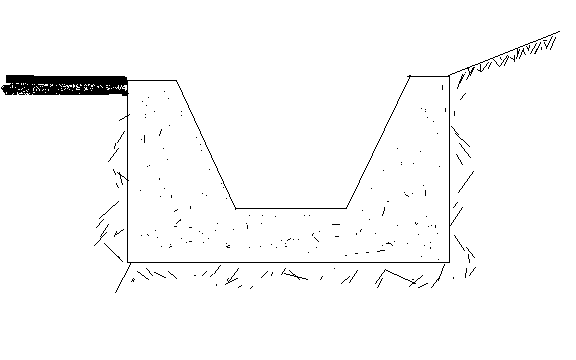
Cunetta a forma trapezoidale

Questo tipo di canale presenta una sezione trapezoidale, con base inferiore più stretta rispetto a quella superiore, col vantaggio di offrire una superficie di scorrimento maggiore, migliorando la capacità idraulica. 
Non è però idonea al transito dei veicoli, neppure per brevi tratti o per eventuali soste di emergenza. La sua realizzazione risulta economica se ottenuta tramite semplice scavo del terreno, ma richiede manutenzione periodica per la rimozione dei depositi e mantenerne l' efficienza.
È comunque sconsigliata la realizzazione di cunette in terra nelle costruzioni stradali con pendenze accentuate della livelletta. In questi casi potrebbero verificarsi fenomeni di erosione dovuti alla velocità delle acque raccolte, erosione che potrebbe compromettere la stabilità del piano viabile.
La cunetta in terra è molto utilizzata nelle campagne, ai margini dei campi arati, per la raccolta delle acque di scolo. Queste ultime sono anche utilizzate lungo i pendii per la regimentazione delle acque.

### Cunetta a sezione quadrata

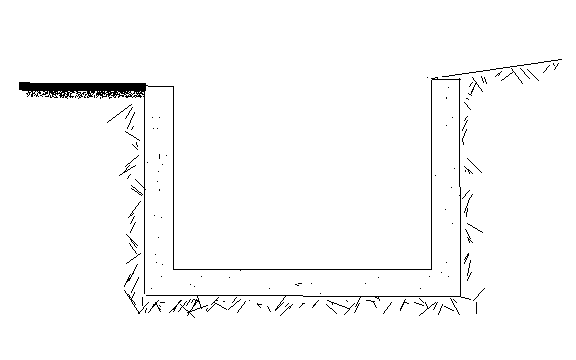
Cunetta a sezione quadrata

Frequentemente realizzata in calcestruzzo, la cunetta a sezione quadrata può essere utilizzata a ridosso dei muri di sostegno per raccogliere l'acqua proveniente dai pendii.

## Avvallamenti e dossi
Una nomenclatura analoga è usata per descrivere gli avvallamenti della superficie stradale. Se una strada prima scende e poi risale, la zona di avvallamento è chiamata cunetta. 
Nel cambio di pendenza (in cunetta), i mezzi che transitano sulla strada subiscono un'accelerazione verso il basso che aumenta il loro schiacciamento a terra con un vantaggio per la stabilità. È quindi possibile avere una cunetta in curva. 
Al contrario, nel dosso stradale i mezzi subiscono un'accelerazione verso l'alto con diminuzione dello schiacciamento a terra e quindi con aumentato rischio di perdita di aderenza. 
È quindi tecnicamente errato progettare una curva in un tratto in cui è presente un dosso.